# هویت
هویّت یا کیستی به مجموعه نگرش‌ها، ویژگی‌ها و روحیات فرد و آنچه وی را از دیگران متمایز می‌کند؛ گفته می‌شود. هویّت عبارت است از مجموعه خصوصیّات و مشخّصات اساسیِ اجتماعی، روانی، فرهنگی، فلسفی، زیستی و تاریخی همسان که به رسایی و روایی بر ماهیّت یا ذاتِ گروه، به معنای یگانگی یا همانندی اَعضای آن با یکدیگر دخالت کند و آنها را در یک ظرف مکانی و زمانی معیّن به‌طور مشخّص و قابل قبول و آگاهانه از سایر گروه‌ها و افراد مُتعلّق به آن‌ها متمایز سازد.

## هویت در سُنّت
در فرهنگ‌های سنتی مفهوم «فرد» تقریباً وجود نداشت و «فردیّت» چندان پسندیده نبود. فقط پس از ظهور جوامع جدید و به خصوص بعد از تفاوت‌یابی و تقسیم کار بود که فرد به‌طور جداگانه در کانون مورد توجه قرار گرفت. اما «فردیت» به‌طور مسلم در تمام فرهنگ‌ها به درجات مختلف ارزشمند بوده‌است.

## هویت انسانی
هویت انسانی، مقوله‌ای اجتماعی است. همه انسانها به هنگام تولد، فارغ از اینکه در کجای زمین به دنیا می‌آیند یا از چه تعلق قومی و قبیله‌ای برخوردارند، دارای ویژگی‌های یکسان نوع انسانی، در میان انواع موجودات زنده هستند و هیچ گونه تفاوت ماهوی با یکدیگر ندارند؛ بنابراین، مقوله هویت انسانی که در دوران رشد و تکوین انسان در جامعه شکل می‌گیرد، کاملاً اجتماعی و جامعه‌شناسانه است و ربطی به خون و نژاد و رنگ پوست و … ندارد.

## هویت اجتماعی
هویت اجتماعی انسان، از پنج مؤلفه پیروی می‌کند. به زبان دیگر، بر پایه پنج مؤلفه تأثیرگذار، شکل می‌گیرد.
1. عوامل جغرافیایی ـ اقلیمی،
2. عوامل سیاسی و تاریخی،
3. عوامل اقتصادی و معیشتی،
4. عوامل فرهنگی (زبان و ادبیات و هنر، میراث اساطیری، سنن و آداب، اعتقادات و آیین‌ها و رسوم و یادمان‌ها)،
5. و مؤلفه‌های تربیتی.